# Dalgo Silva
Dalgo Silva (Maranguape, 17 de junho de 1992) é um escritor, poeta e psicólogo brasileiro. Graduou-se em Psicologia pela Universidade Federal do Ceará (UFC) em 2020 e concluiu o mestrado em Psicologia na mesma instituição em 2022. Seu livro de estreia, Meu amor é político (CEPE Editora, 2023), venceu o VII Prêmio Cepe Nacional de Literatura na categoria Poesia, além do VI Prêmio Mix Literário. A obra também foi finalista do 66º Prêmio Jabuti, no Eixo Inovação, categoria Escritor Estreante — Poesia. Seu segundo livro, Matriarca cidade (7Letras, 2025), foi publicado dois anos depois.
1. ↑  «Cepe revela vencedores de seus prêmios literários». www.folhape.com.br. Consultado em 20 de agosto de 2025